# Ernst & Young
Ernst & Young (EY) er en af verdens største revisions- og konsulentvirksomheder med 247.570 ansatte og aktiviteter i 150 lande.[kilde mangler]I 2008 omsatte virksomheden globalt for 24,5 mia. amerikanske dollar, mens omsætningen i Danmark var på 872 millioner kr. I følge Forbes Magazine var Ernst & Young i 2008 det 9 største privatejede selskab i USA.
De er med i gruppen "Big Four", der udover EY tæller de andre revisionsgiganter KPMG, Deloitte og PricewaterhouseCoopers.
I Danmark har selskabet 65 partnere efter at de i foråret 2009 skilte sig af med 20 på grund af nedgang i indtjeningen. Som det eneste af de store revisionsselskaber har man centraliseret de ansatte omkring hovedkvarteret i København. I 2014 blev KPMG Danmark fusioneret med EY Danmark og fortsatte under EY-navnet, men i KPMGs lokaler på Flintholm, Frederiksberg.